# 戴炜栋
戴炜栋（1940年12月—），上海人，中国英语语言文学教育家。曾任上海外国语大学党委书记、校长等职务。

## 生平
1962年毕业于上海外国语学院英语系。1979年赴新西兰惠灵顿维多利亚大学英语系学习，1981年回国，留校工作。1983年加入中国共产党。1987年获得富布莱特研究基金赴美国讲学。1990年3月至2006年1月，担任上海外国语大学校长。2002年至2006年，担任教育部高等学校外语专业教学指导委员会主任委员。
2005年11月7日受聘为安徽大学特聘教授。2007年11月19日受聘为中国海洋大学兼职教授。2009年1月6日受聘为上海海洋大学兼职教授。2010年5月12日受聘为西北大学兼职教授。2011年5月4日受聘为大连理工大学兼职教授。2013年11月7日受聘为湖北经济学院名誉教授。
2017年，获得上海市外文学会颁发的首届外语“终生成就奖”。

## 出版物
- 《英语交际语法》（1983年）
- 《简明英语语言学教程》（1986年）
- 《新编英语语言学概论》（1999年）
- 《新编简明英语语言学教程》（2002年）
- 《外语教学与教师专业发展：理论与实践》（2006年）